# 섬광성
섬광성(閃光星; flare star)은 갑작스럽게 수 분 혹은 수 시간 동안 광도에 급격한 변화가 일어나는 항성을 의미한다. 광도 증가는 스펙트럼 상에서 X선~전파 영역에서 주로 이루어진다.
플레어 별은 주로 적색 왜성들로 알려졌으나, 최근 연구에 의하면 갈색 왜성도 플레어 별의 특성을 보여줄 수 있다고 한다.
최초로 발견된 플레어 별은 백조자리 V1396와 현미경자리 AT로, 1924년 발견되었다. 가장 유명한 플레어 별인 고래자리 UV는 1948년 발견되었다. 이 별의 이름을 따서 플레어 별들을 고래자리 UV형 변광성이라고 부르기도 한다.
태양과 가장 가까운 단독성인 센타우루스자리 프록시마는 플레어 별이다. 태양에서 가까운 이웃 중 하나인 울프 359도 플레어 별이다. 태양계에서 두 번째로 가까운 항성계인 바너드별도 플레어 별인 것으로 추측된다. 이들은 매우 어둡기 때문에 현재까지 밝혀진 모든 플레어 별들은 지구로부터 60광년 이내에 있다.
플레어 별에서 일어나는 플레어는 태양 플레어와 비슷할 것으로 추측된다.

## 같이 보기
- 적색왜성
- 변광성